# Rocaforte
Rocaforte es una villa española y un concejo de la Comunidad Foral de Navarra perteneciente al municipio de Sangüesa. 
Está situado en la Merindad de Sangüesa, en la Comarca de Sangüesa y a 40,5 km de la capital de la comunidad, Pamplona. Su población en 2014 era de 40 habitantes (INE).
Denominada en la documentación medieval como Sangüesa la Vieja. Es la primitiva villa de la actual y vecina ciudad de Sangüesa.
Desempeñó un gran papel defensivo del Reino de Navarra en los siglos X y XI. El importante castillo fue derruido en 1516 tras la conquista de Navarra.

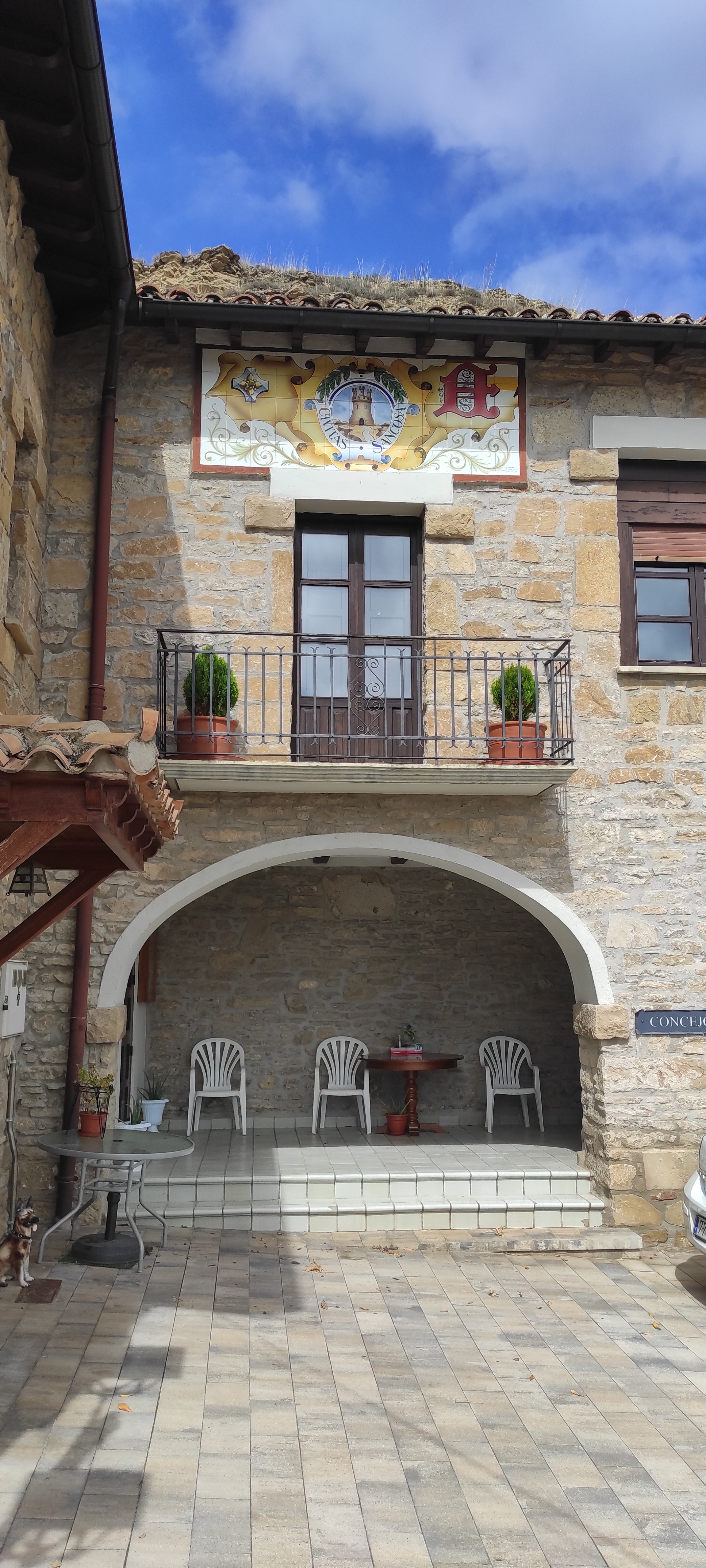
Concejo de Rocaforte

## Geografía física
La localidad de Rocaforte está situada en la parte noroeste del municipio de Sangüesa, a un cuarto y medio de la confluencia de los ríos Aragón y Irati. Su término concejil tiene una superficie de 11,19 km, un perímetro de 14,71 km y limita al norte con los municipio de Lumbier y Liédena, al este con el de Javier, al sur con Sangüesa, y al oeste con el municipio de Aibar.

## Demografía
De 1858 a 1960 rondaba los 200 habitantes. En 1992 tenía 58 habitantes.[cita requerida] Su población en 2014 era de 40 habitantes (INE).

### Evolución de la población
| Gráfica de evolución demográfica de Rocaforte entre 2000 y 2010 |
|                                                                 |
| Datos según el nomenclátor publicado por el INE.                |

## Monumentos
- Iglesia de Santa María de la Asunción edificio gótico de carácter rural.[1]
- Ermita de San Bartolomé situada al nordeste de Rocaforte, en la ladera del monte. La leyenda refiere que se habría detenido San Francisco de Asís en 1213 camino de Santiago de Compostela, pasando a ser la primera residencia de la orden franciscana de la península ibérica.[1]
- El castillo estaba situado en el enorme peñón redondeado. Construido en tiempos de la Reconquista, y considerado tan importante como el de Ujué. Quedan unos pocos vestigios, apenas unos metros de hileras de piedras semienterradas, un pequeño tramo de muro en ángulo y túmulos en la parte superior. Sin embargo existe abundante documentación sobre el mismo en los registros de la Cámara de Comptos de Navarra.[1]

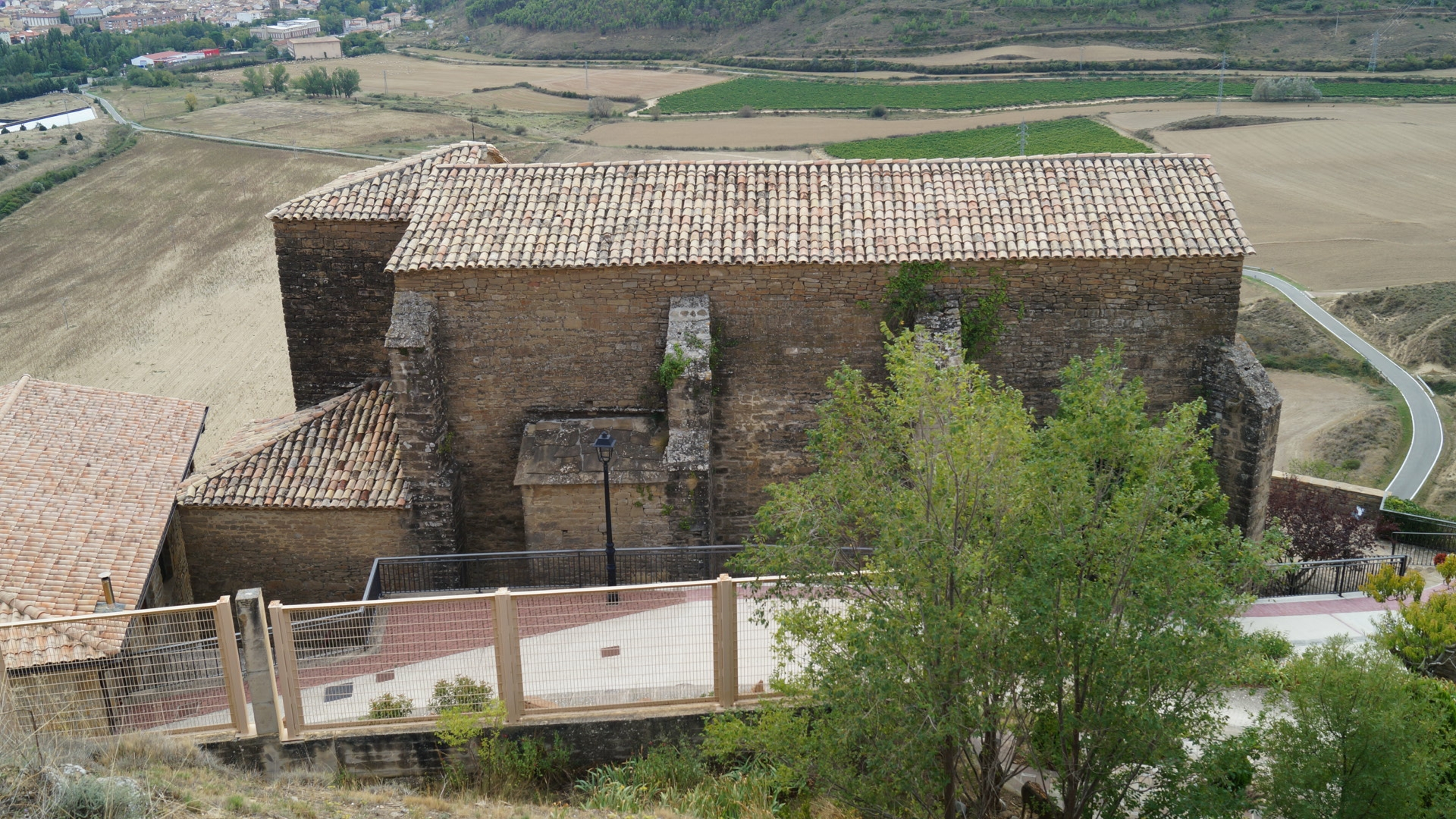
Iglesia de Santa María de la Asunción
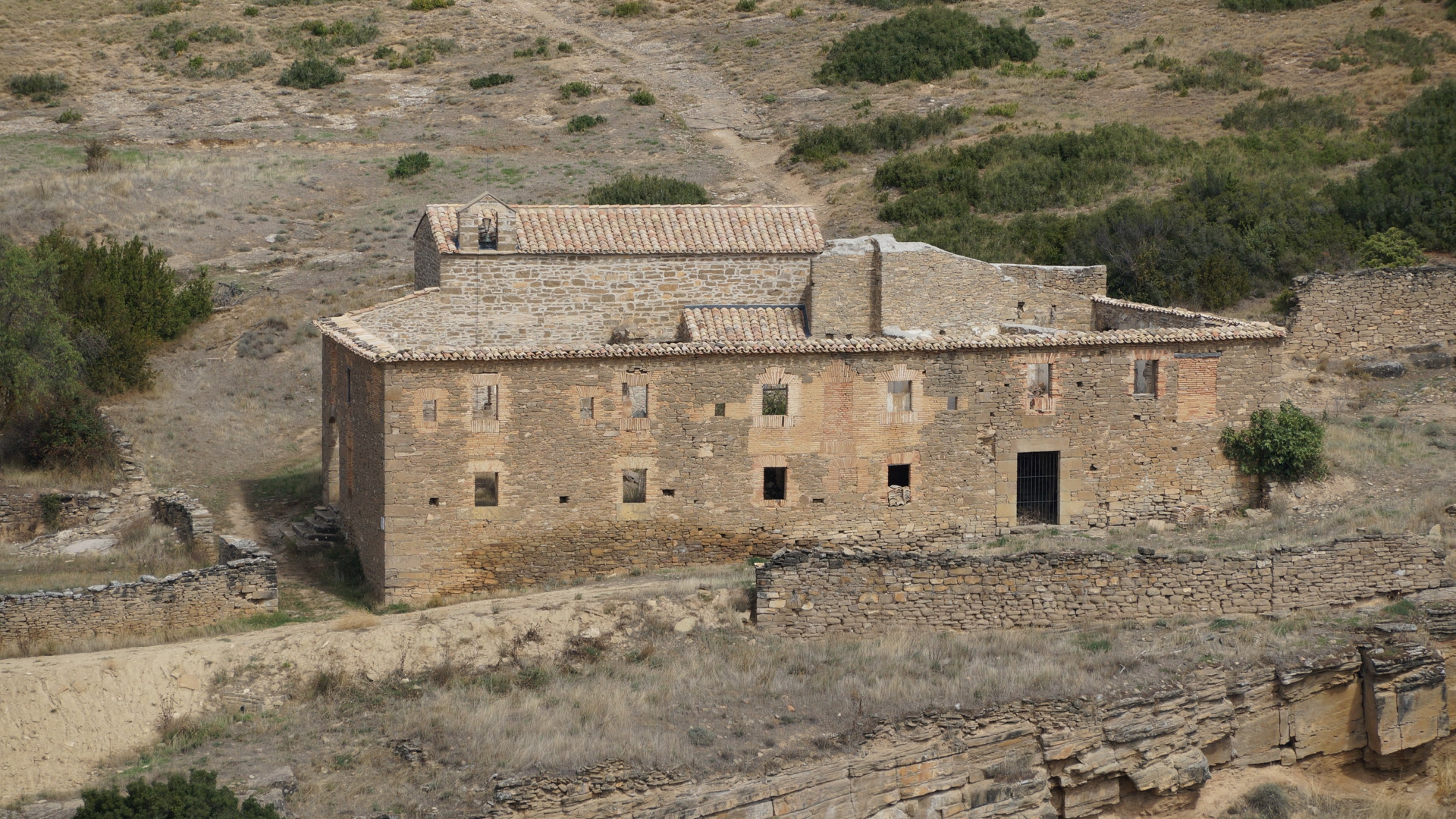
Eremitorio de San Bartolomé
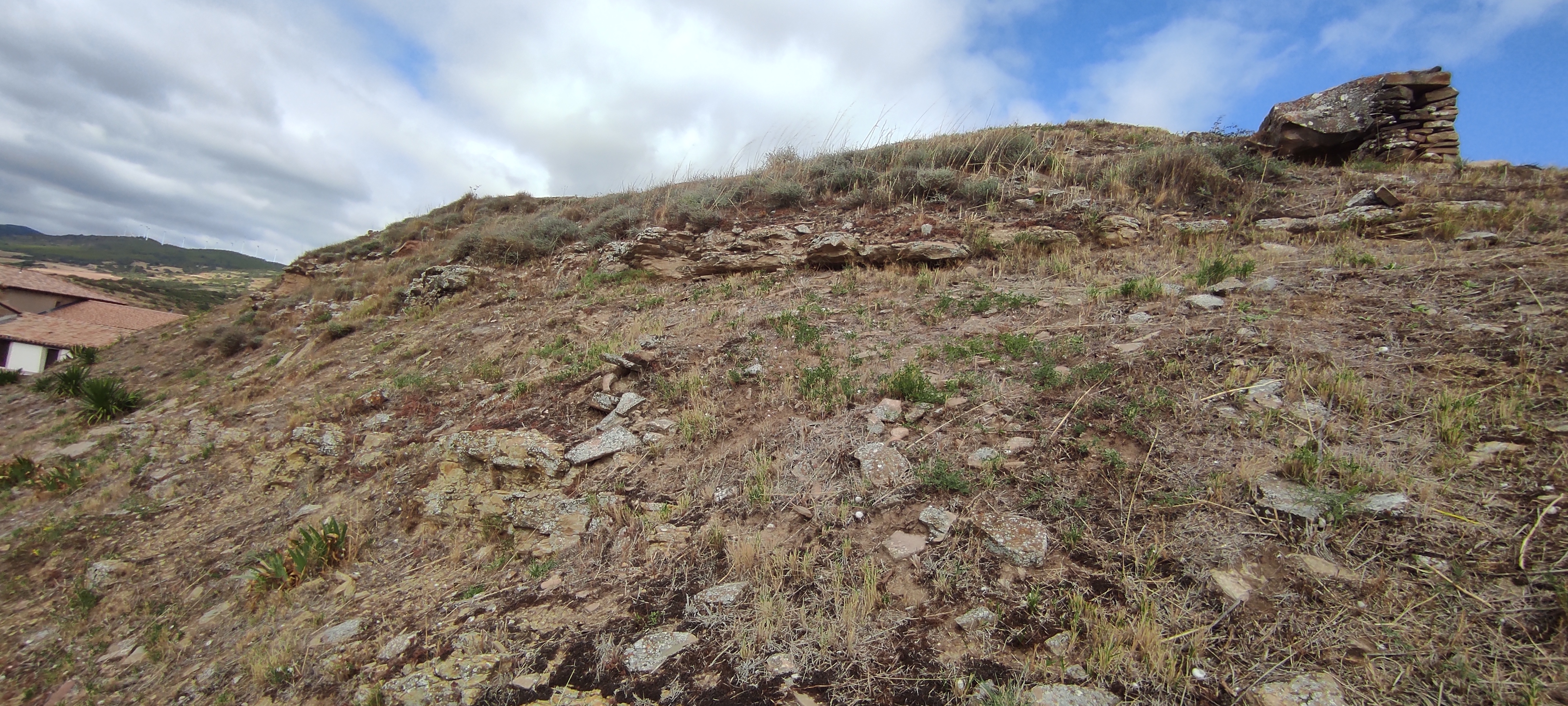
Restos del antiguo castillo de Rocaforte (Navarra)
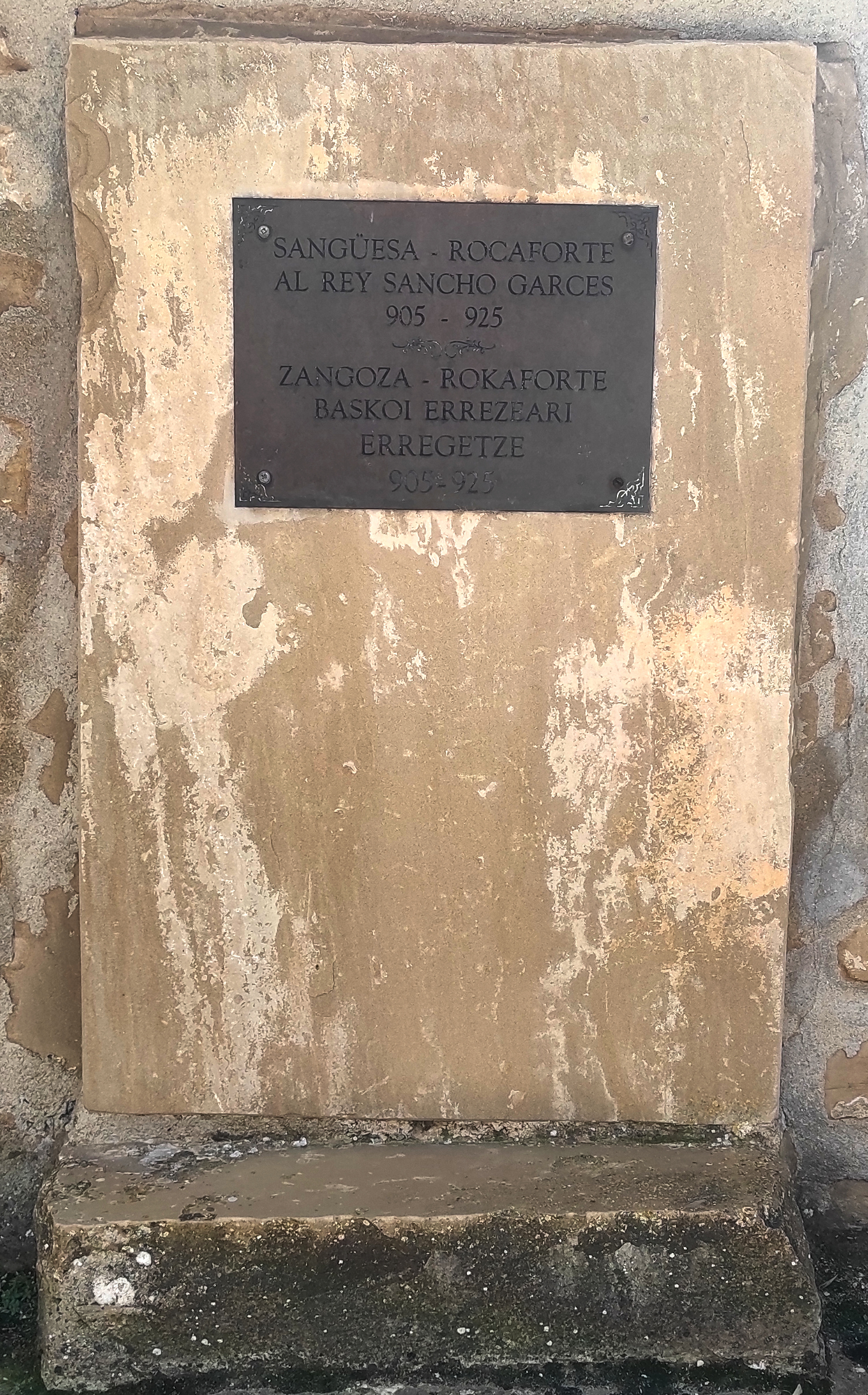
Placa homenaje al rey Sancho Garcés I
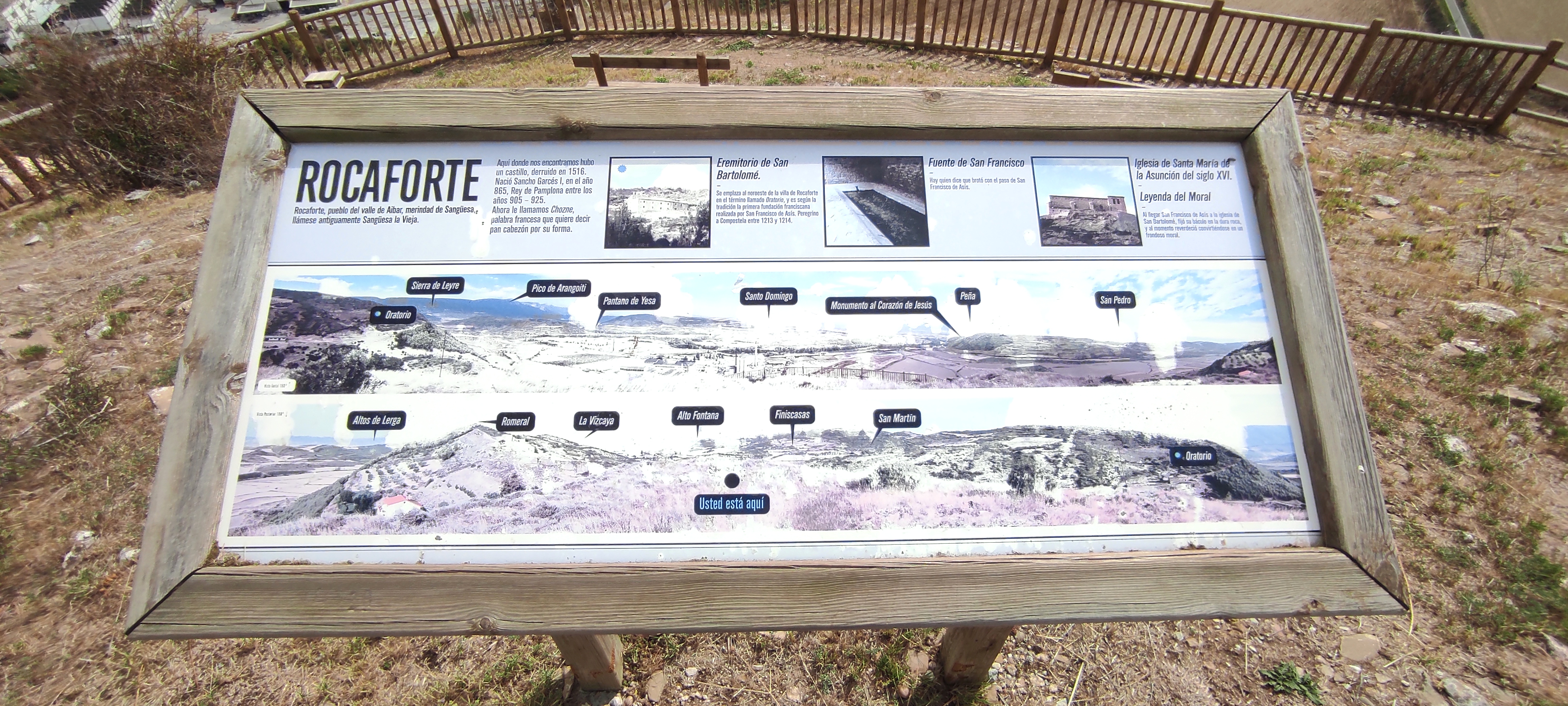
Panel informativo de Rocaforte